# Dysmachus suludereae
Dysmachus suludereae är en tvåvingeart som beskrevs av Hasbenli och Geller-grimm 1999. Dysmachus suludereae ingår i släktet Dysmachus och familjen rovflugor. Inga underarter finns listade i Catalogue of Life.